# 1857 год
1857 (ты́сяча восемьсо́т пятьдеся́т седьмо́й) год  по григорианскому календарю — невисокосный год, начинающийся в четверг. Это 1857 год нашей эры, 7‑й год 6‑го десятилетия XIX века 2‑го тысячелетия, 8‑й год 1850‑х годов. Он закончился 168 лет назад.
| Пн | Вт | Ср | Чт | Пт | Сб | Вс |
|    |    |    | 1  | 2  | 3  | 4  |
| 5  | 6  | 7  | 8  | 9  | 10 | 11 |
| 12 | 13 | 14 | 15 | 16 | 17 | 18 |
| 19 | 20 | 21 | 22 | 23 | 24 | 25 |
| 26 | 27 | 28 | 29 | 30 | 31 |    |

| Пн | Вт | Ср | Чт | Пт | Сб | Вс |
|    |    |    |    |    |    | 1  |
| 2  | 3  | 4  | 5  | 6  | 7  | 8  |
| 9  | 10 | 11 | 12 | 13 | 14 | 15 |
| 16 | 17 | 18 | 19 | 20 | 21 | 22 |
| 23 | 24 | 25 | 26 | 27 | 28 |    |

| Пн | Вт | Ср | Чт | Пт | Сб | Вс |
|    |    |    |    |    |    | 1  |
| 2  | 3  | 4  | 5  | 6  | 7  | 8  |
| 9  | 10 | 11 | 12 | 13 | 14 | 15 |
| 16 | 17 | 18 | 19 | 20 | 21 | 22 |
| 23 | 24 | 25 | 26 | 27 | 28 | 29 |
| 30 | 31 |    |    |    |    |    |

| Пн | Вт | Ср | Чт | Пт | Сб | Вс |
|    |    | 1  | 2  | 3  | 4  | 5  |
| 6  | 7  | 8  | 9  | 10 | 11 | 12 |
| 13 | 14 | 15 | 16 | 17 | 18 | 19 |
| 20 | 21 | 22 | 23 | 24 | 25 | 26 |
| 27 | 28 | 29 | 30 |    |    |    |

| Пн | Вт | Ср | Чт | Пт | Сб | Вс |
|    |    |    |    | 1  | 2  | 3  |
| 4  | 5  | 6  | 7  | 8  | 9  | 10 |
| 11 | 12 | 13 | 14 | 15 | 16 | 17 |
| 18 | 19 | 20 | 21 | 22 | 23 | 24 |
| 25 | 26 | 27 | 28 | 29 | 30 | 31 |

| Пн | Вт | Ср | Чт | Пт | Сб | Вс |
| 1  | 2  | 3  | 4  | 5  | 6  | 7  |
| 8  | 9  | 10 | 11 | 12 | 13 | 14 |
| 15 | 16 | 17 | 18 | 19 | 20 | 21 |
| 22 | 23 | 24 | 25 | 26 | 27 | 28 |
| 29 | 30 |    |    |    |    |    |

| Пн | Вт | Ср | Чт | Пт | Сб | Вс |
|    |    | 1  | 2  | 3  | 4  | 5  |
| 6  | 7  | 8  | 9  | 10 | 11 | 12 |
| 13 | 14 | 15 | 16 | 17 | 18 | 19 |
| 20 | 21 | 22 | 23 | 24 | 25 | 26 |
| 27 | 28 | 29 | 30 | 31 |    |    |

| Пн | Вт | Ср | Чт | Пт | Сб | Вс |
|    |    |    |    |    | 1  | 2  |
| 3  | 4  | 5  | 6  | 7  | 8  | 9  |
| 10 | 11 | 12 | 13 | 14 | 15 | 16 |
| 17 | 18 | 19 | 20 | 21 | 22 | 23 |
| 24 | 25 | 26 | 27 | 28 | 29 | 30 |
| 31 |    |    |    |    |    |    |

| Пн | Вт | Ср | Чт | Пт | Сб | Вс |
|    | 1  | 2  | 3  | 4  | 5  | 6  |
| 7  | 8  | 9  | 10 | 11 | 12 | 13 |
| 14 | 15 | 16 | 17 | 18 | 19 | 20 |
| 21 | 22 | 23 | 24 | 25 | 26 | 27 |
| 28 | 29 | 30 |    |    |    |    |

| Пн | Вт | Ср | Чт | Пт | Сб | Вс |
|    |    |    | 1  | 2  | 3  | 4  |
| 5  | 6  | 7  | 8  | 9  | 10 | 11 |
| 12 | 13 | 14 | 15 | 16 | 17 | 18 |
| 19 | 20 | 21 | 22 | 23 | 24 | 25 |
| 26 | 27 | 28 | 29 | 30 | 31 |    |

| Пн | Вт | Ср | Чт | Пт | Сб | Вс |
|    |    |    |    |    |    | 1  |
| 2  | 3  | 4  | 5  | 6  | 7  | 8  |
| 9  | 10 | 11 | 12 | 13 | 14 | 15 |
| 16 | 17 | 18 | 19 | 20 | 21 | 22 |
| 23 | 24 | 25 | 26 | 27 | 28 | 29 |
| 30 |    |    |    |    |    |    |

| Пн | Вт | Ср | Чт | Пт | Сб | Вс |
|    | 1  | 2  | 3  | 4  | 5  | 6  |
| 7  | 8  | 9  | 10 | 11 | 12 | 13 |
| 14 | 15 | 16 | 17 | 18 | 19 | 20 |
| 21 | 22 | 23 | 24 | 25 | 26 | 27 |
| 28 | 29 | 30 | 31 |    |    |    |

## События
1 января — основание Иоганном Вольдемаром Янсеном крупнейшей эстонской газеты Postimees. 
7 января — начало работы London General Omnibus Company, которая частично принадлежит французам. 
9 января — землетрясение магнитудой 7,9 баллов в Форт-Техоне потрясло Центральную и Южную Калифорнию максимальная интенсивность по шкале Меркалли составила 9 баллов. 
24 января — в Калькутте был основан Калькуттский университет. Он стал первым многопрофильным и современным университетом в Южной Азии. 
- 26 января — в Пешаваре подписан англо-афганский договор, по которому эмир Афганистана Дост Мухаммед получил от Великобритании ежемесячную субсидию на военные нужды в обмен на поддержку в ходе Англо-иранской войны 1856—1857 годов. Договор обеспечил нейтралитет Афганистана в период антибританского восстания сипаев в Индии[2].
- 3 февраля — в Вашингтоне был основан Национальный колледж глухонемых (позже был переименован в Галлодетский университет). Ставшое первым образовательным учреждением для углубленного образования глухонемых людей.
- 5 февраля — принята новая конституция Мексики, утверждавшая свободу совести и другие демократические свободы, отменявшая наследственные титулы и привилегии и т. п.[3].
- 3 марта — Французская империя и Британская империя официально объявляют войну Империи Цин во Второй опиумной войне.
- Проведение крупнейшего аукциона рабов в истории США. Этот аукцион получил название The Weeping Time. За два дня начиная со 2 марта пирс Батлер продает 436 мужчин, женщин, детей и младенцев которых держат в стойлах предназначенных для лошадей на ипподроме в Саванне, Джорджия, в течение нескольких недель[4].
- 6 марта — Дред Скотт против Сэндфорда: Верховный суд США постановил что чернокожие не являются гражданами а рабы не могут требовать свободы, это постановление ещё немного подтолкнуло США к Гражданской войне. Это постановление было отменено только после принятия 14-й поправки к Конституции США в 1868 году.
- 8 — 12 марта — на северо-западе Айовы недалеко от границы с Миннесотой и озёр Окободжи и Спирит произошла резня на озере Спирит.
- 12 марта — открытие больницы в Нью-Йорке под названием Нью-Йоркский лазарет для неимущих женщин и детей. Больницу открыла Элизабет Блэкуэлл, которая известна как первая женщина получившая высшее медицинское образование в США.
- 13 марта — в Спирит-Лейк, близ одноимённого озера, индейцы под началом Инкпадута устроили резню[англ.][5].
- 14 марта — жители Эхдена и Башарри назначили Юсефа-бей Карама правителем региона.
- 23 марта — установление первого лифта Элиша Отиса, который находится по адресу Бродвей, 488 в Нью-Йорке.
- 25 марта — фоноавтограф был запатентован французским наборщиком Эдуаром Леоном Скоттом де Мартенвилем. Это самое раннее известное устройство для записи звука[6].
- 4 апреля — окончание Англо-Персидской войны. Вывод британских войск из Персии несмотря на их победу, отступление персидских войск из Герата.
- 8 апреля — за мятеж против армии Британской Ост-Индской компании, был повешен Мангал Панди. Его казнь стала предвестником Восстания сипаев.
- 14 апреля — рождение принцессы Беатрисы. Она стала пятой дочерью королевы Виктории и принца Альберта.
- 15 апреля — в Никарагуа войска Коста-Рики заняли порт Сан-Хуан-дель-Сур и отрезали от побережья армию Уильяма Уокера[7].
- 18 апреля — принята новая конституция Венесуэлы, которая в интересах правящей группировки Хосе Тадео Монагаса увеличивала срок полномочий президента до 6 лет и отменяла ограничения на его переизбрание[8].
- Опубликование Книги духов (фр. Le Livre des Esprits). Эта книга стала одним из пяти фундаментальных произведений спиритизма. Её автор является французский педагог Аллан Кардек.
- 20 апреля — диктатор Венесуэлы Хосе Тадео Монагас избран президентом на 6 лет и сменил на этом посту своего брата Хосе Грегорио Монагаса[8].
- 27 апреля — произошли первые скачки на ипподроме Лоншан в Париже.
- 1 мая — бывший президент Никарагуа Уильям Уокер и его сторонники сдались в порту Сан-Хуан-дель-Сур командиру фрегата ВМС США Чарльзу Дэвису[9].
- 5 мая — 17 октября — в Манчестере проходит выставка Художественные сокровища Великобритании. Эта выставка стала одной из крупнейших подобных выставок всех времён[10].
- 10 мая — в индийском городе Мирут восстали и двинулись на Дели три сипайских полка. Началось антибританское восстание сипаев[11].
- 3-й лёгкий кавалерийский полк армии Британской Ост-Индской компании восстал против своих британских офицеров и положил начало восстанию сипаев.
- 11 мая — в ходе восстания сипаев сипайские бойцы захватили Дели у Британской Ост-Индской компании.
- 15 мая — в Кантабрии, Испания, была основана испанская финансовая группа под названием Grupo Santander.
- 28 мая — в Испании был основан Banco de Bilbao. Этот банк в будущем стал предшественником BBVA.
- 30 мая — 27 ноября — произошла осада Лакхнау в ходе которой британская армия потерпела поражение и произошла эвакуация города.
- 1 июня — в ходе второй опиумной войны произошла битва при ручье Фатшань в ходе которого Британский королевский флот нанёс поражение кантонскому флоту Империи Цин и победил эту битву.
- 5 июня — 25 июня — в ходе восстания сипаев произошла осада Канпура в ходе которой мятежники победили. Эта осада стала ключевым эпизодом восстания.
- 6 июня — София Нассауская вышла замуж за будущего короля Швеции и Норвегии Оскара II.
- 12 июня — американский наёмник Уильям Уокер свергнут с поста правителя Никарагуа гондурасским генералом Флоренсио Ксатрухом.
- 19 июня — во Франции принят закон, обязывающий все коммуны в Ландах засадить территории сосновым лесом.
- 20 июня — Королева Виктория официально открывает Музей Виктории и Альберта в Лондоне.
- 22 июня — во Франции прошли выборы в Законодательный корпус[12].
- 26 июня — на церемонии в Лондоне Королева Виктория вручает первые 66 Крестов Виктории британским войскам за действия во время Крымской войны.
- 16 июля — в ходе подавления восстания сипаев британская армия нанесла поражение войскам Нана Сахиба[11].
- 18 июля — экспедиция Юты начала покидать Форт Ливенворт. Этот шаг фактически положил начало Войне за Юту.
- Последнее использование плавучих тюрем в Великобритании.
- 7 августа — в Коста-Рике принят декрет, согласно которому любая вооружённая группа людей высадившаяся в Центральной Америке под руководством Уильяма Уокера подлежала наказанию как пираты. Декрет применили также правительства Никарагуа и Сальвадора[13].
- 20 августа — судно Данбар затонуло у входа в Порт Джексон в Сиднее, Новый Южный Уэльс, Австралия. В результате этого погибло 121 человек.
- 28 августа — в Великобритании было сделана королевская санкция о закон о бракоразводных процессах. Этот закон делает развод законным даже без одобрения парламента. Закон начнет свое действие 1 января 1858 года.
- 14 сентября
  - английские войска начали штурм Дели, захваченного во время восстания сипаев.
  - правительства Коста-Рики и Гватемалы выразили США протест против подготовки Уильямом Уокером очередной экспедиции с целью колонизации в Центральной Америке[13].
- 16 сентября — Мексиканская Республика вновь получает название Мексиканские Соединённые Штаты[14].
- 19 сентября — в ходе подавления восстания сипаев британская армия взяла Дели[11].
- 25 октября — королева Испании Изабелла II отправила в отставку премьер-министра генерала Рамона Нарваэса. Премьер-министром назначен Франсиско Армеро, маркиз де Нервион[15].
- 15 ноября — президентом Никарагуа стал консерватор Томас Мартинес Герреро[16]..
- 20 ноября — Александр II в рескрипте виленскому генерал-губернатору В. И. Назимову излагает правительственную программу освобождения крестьян от личной зависимости[17].
- 28 ноября — у королевы Испании Изабеллы II родился сын Альфонс, принц Астурийской[15].
- 6 декабря — провал новой экспедиции Уильяма Уокера в Центральной Америке[18].
- 10 декабря — в Российской империи введены почтовые марки.
- 15 декабря — англо-французская эскадра подошла к Кантону (Вторая опиумная война)
- 17 декабря — президент Мексики генерал Игнасио Комонфорт силами столичного гарнизона осуществил государственный переворот, отменил конституцию и распустил конгресс[19].
- 29 декабря — взятие Кантона англо-французскими войсками.

### Без точных дат
- В русском военном флоте прекращена постройка парусных судов.
- В США Иосифом Гайетти начато промышленное производство бумаги, предназначенной исключительно для использования в качестве туалетной.
- В Великобритании парламент принял первый Закон о непристойных публикациях (Obscene Publications Act), впервые в мире официально запрещавший порнографию.
- Подавление англичанами восстания сипаев задержало англо-французскую операцию против Китая.
- Весна, Нью-Йорк, «марш пустых кастрюль» по Манхэттену. Требование текстильщиц о повышении зарплат, улучшение условий труда и равные права для женщин. Событие в итоге стали называть «Женским днём».

## Театр
.

## Родились
См. также: Категория:Родившиеся в 1857 году
- 15 января — Алексей Александрович Якимович, генерал-лейтенант РИА, один из составителей «ЭСБЕ» (ум. 1919)[20].
- 1 февраля — Владимир Михайлович Бехтерев (ум. 1927), русский психиатр, невролог, физиолог.
- 22 февраля — Генрих Герц, немецкий физик (ум. 1894).
- 4 марта — Жанна Самари, французская актриса (ум. 18 сентября 1890).
- 22 марта — Поль Думер, французский политик (ум. 1932).
- 11 июня — Антоний Грабовский, польский инженер-химик, поэт, «отец поэзии на эсперанто» (ум. 1921).
- 17 сентября — Константин Эдуардович Циолковский, русский учёный, пионер космонавтики.
- 18 ноября — Юлиан Янушевский, виленский архитектор польского происхождения, представитель историзма.
- 3 декабря — Джозеф Конрад, он же Юзеф Теодор Конрад Коженёвский, английский писатель польского происхождения (ум. 1924).

## Скончались
См. также: Категория:Умершие в 1857 году
- 15 февраля — Михаил Иванович Глинка, русский композитор (р. 1804).
- 2 мая — Альфред де Мюссе, французский поэт, драматург и прозаик (р. 1810).
- 15 мая — Василий Андреевич Тропинин, русский живописец (р. 1776).
- 16 июля — Жан Пьер Беранже, французский поэт и сочинитель песен (р. 1780).
- 5 сентября — Огюст Конт, французский философ и социолог, родоначальник позитивизма и основоположник социологии как самостоятельной науки (р. 1798).
- 28 сентября — Александр Филиппович Смирдин, известный русский книгопродавец и издатель (р. 1795).
- 28 октября — генерал Луи Эжен Кавеньяк, бывший временный глава государства, глава правительства, военный министр и кандидат в президенты Франции, руководитель подавления Парижского восстания 1848 года (р. 1802).
- 17 декабря — Фрэнсис Бофорт, английский адмирал, военный гидрограф и картограф (р. 1774).